# Hollweg (Odenthal)
Hollweg ist ein Ortsteil in Oberodenthal in der Gemeinde Odenthal im Rheinisch-Bergischen Kreis. Er liegt an einer Sackgasse südlich von Höffe. Östlich von Hollweg fließt der Hambach vorbei.

## Geschichte
Während des Spanischen Erbfolgekriegs hatten auch die Odenthaler ihre Beiträge zur Landesverteidigung zu leisten. In diesem Zusammenhang wird unter anderem ein Gottschalk Hollweg aufgelistet. Er hatte 14 Faschinen und 42 Pfähle zu stellen.
Die Topographia Ducatus Montani des Erich Philipp Ploennies, Blatt Amt Miselohe, belegt, dass der Wohnplatz 1715 als Hof kategorisiert wurde und mit Holweg bezeichnet wurde. Carl Friedrich von Wiebeking benennt die Hofschaft auf seiner Charte des Herzogthums Berg 1789 als Hohl Weeg. Aus ihr geht hervor, dass Hollweg zu dieser Zeit Teil von Oberodenthal in der Herrschaft Odenthal war.
Unter der französischen Verwaltung zwischen 1806 und 1813 wurde die Herrschaft aufgelöst. Hollweg wurde politisch der Mairie Odenthal im Kanton Bensberg zugeordnet. 1816 wandelten die Preußen die Mairie zur Bürgermeisterei Odenthal im Kreis Mülheim am Rhein.
Der Ort ist auf der Topographischen Aufnahme der Rheinlande von 1824 und auf der Preußischen Uraufnahme von 1840 als Hohlweg verzeichnet. Ab der Preußischen Neuaufnahme von 1892 ist er auf Messtischblättern regelmäßig als Hollweg oder ohne Namen verzeichnet. Hollweg gehört der katholischen Pfarre Odenthal an.
| Jahr | Einwohner | Wohn- gebäude | Kategorie  | Bemerkung     |
| ---- | --------- | ------------- | ---------- | ------------- |
| 1822 | 16        |               | Ackergüter | gen. Hohleweg |
| 1830 | 18        |               |            | gen. Hohleweg |
| 1845 | 11        | 2             | Ackergüter | gen. Holeweg  |
| 1871 | 8         | 1             | Hofstelle  |               |
| 1885 | 7         | 2             | Ortschaft  |               |
| 1895 | 11        | 1             | Ortschaft  |               |
| 1905 | 11        | 1             | Ortschaft  |               |

Durch königliche Verfügung vom 15. April 1876 wurden die Schulbezirke neu abgegrenzt. Hollweg wurde zunächst dem Schulbezirk Odenthal zugeschlagen. 1895 kam es wegen Überfüllung dieses Schulbezirks zu einer Änderung. Danach mussten die Kinder die Schule in Schallemich besuchen.